# Francolin criard
Pternistis capensis
Espèce
Statut de conservation UICN

 LC  : Préoccupation mineure
Le Francolin criard (Pternistis capensis, anciennement Francolinus capensis) est une espèce d'oiseaux de la famille des Phasianidae, la famille des faisans.

## Description
Il mesure de 40 à 42 cm de longueur avec le mâle en moyenne un plus grand que la femelle. Il a un plumage finement vermiculé de gris et de blanc, avec une tête plutôt unie. Le bec et les pattes  sont rouges. Les deux sexes ont le même plumage, mais le mâle a deux ergots alors que la femelle a, au mieux, un court éperon. Le jeune est semblable à l'adulte, mais a les pattes plus ternes et les vermiculations plus claires.
L'appel est un cackalac-cackalac-cackalac haut perché.

### Distribution
Sud et sud-ouest  de la Province du Cap, Afrique du Sud.

### Habitat
Le francolin criard est inféodé au maquis à fourrés de bruyère en bordure de mer, le long des cours d’eau et en montagne. Il fréquente aussi les plantations d’acacias exotiques et les zones cultivées où il peut s’associer à la volaille domestique. Il peut même s’aventurer sur les pelouses de jardins s’il n’est pas chassé (del Hoyo et al. 1994, Madge & McGowan 2002).

### Alimentation
Son régime alimentaire se compose de bulbes, tubercules, pousses, graines et baies avec un complément de petits mollusques, termites, fourmis et autres insectes (del Hoyo et al. 1994). Les grains et les fruits cultivés constituent un supplément non négligeable en zone agricole (Urban et al. 1986).

### Mœurs
Il se tient généralement en couples ou en groupes familiaux. En cas de danger, il préfère s’enfuir en courant pour se mettre à l’abri dans le couvert plutôt que de s’envoler. Il est assez facile à repérer par ses caquètements émis le matin et le soir, mais aussi à l’abreuvoir où plusieurs compagnies peuvent se rassembler en fin d’après-midi. Il passe la nuit dans les arbres et prend volontiers des bains de poussière sur le bord des chemins (Hennache & Ottaviani 2011).

### Voix
Le cri d’alarme est un caquètement sonore kak-keek, kak-keek, kak-keeeeeek  montant dans les aigus avant de diminuer en volume. Il existe aussi un cri explosif lancé à l’envol (Madge & McGowan 2002).

### Nidification
Le nid est une simple dépression grattée sur le sol, sous un buisson, et tapissée d’herbes. Les œufs brun-crème ou rosâtres sont pondus surtout à la fin des pluies d’hiver ou au début de l’été sec, donc entre juillet et février avec un pic en septembre-octobre (Madge & McGowan 2002).

### Statut
Globalement non menacé, le francolin criard occupe les habitats appropriés à travers son aire de distribution, soit environ 185 000 km² (del Hoyo et al. 1994), mais Little & Crowe (1998) ont montré que la fragmentation de son habitat pose un sérieux problème en le contraignant à se rapprocher des zones riches en nourriture comme les zones cultivées, les plantations d’arbres fruitiers et même les jardins où il se montre très familier envers l’homme.

## Galerie

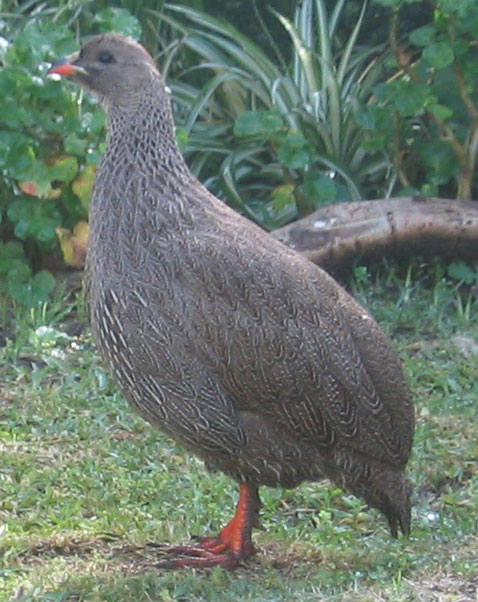
♀